# Międzynarodowy Instytut Mechanizmów i Maszyn Molekularnych Polskiej Akademii Nauk
Instytut Mechanizmów i Maszyn Molekularnych Polskiej Akademii Nauk (IMol) – jednostka naukowa Polskiej Akademii Nauk o statusie instytutu, z siedzibą w Warszawie, przy ul. Flisa 6. Prowadzi badania podstawowe i stosowane w naukach biologicznych, biochemicznych, biomedycznych i biotechnologicznych.
Został utworzony w grudniu 2020 r., a działalność naukową rozpoczął w połowie 2021 r. Jest pierwszym po ponad 25 latach nowo utworzonym instytutem naukowym Polskiej Akademii Nauk. Powstał na bazie Międzynarodowej Agendy Badawczej FNP „ReMedy” (Regenerative Mechanisms for Health). Projekt był kierowany przez prof. Agnieszkę Chacińską i prof. Magdę Konarską.
Międzynarodowymi partnerami IMol są Centrum Medyczne Uniwersytetu w Getyndze oraz Instytut Naukowy Weizmana w Izraelu. Ponad połowa zespołu naukowego IMol jest reprezentowana przez zagranicznych naukowców z całego świata.

## Kierownictwo
Dyrekcja:
- Dyrektor: prof. Agnieszka Chacińska
- Zastępca Dyrektora ds. naukowych: prof. Magda Konarska

Rada Naukowa:
- Przewodniczący: prof. Phillip Sharp (laureat Nagrody Nobla w dziedzinie fizjologii lub medycyny z 1993 r.).
- Zastępca Przewodniczącego: prof. Witold Filipowicz